# Maximilianbrunnen (Arnsberg)
Der 1778/79 errichtete Maximilianbrunnen in Arnsberg ist ein bekanntes städtisches Baudenkmal.

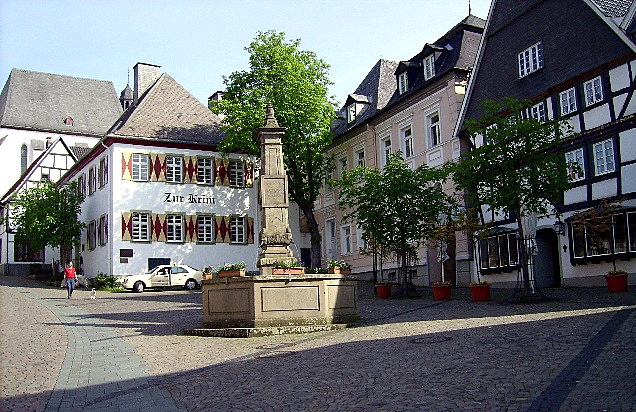
Maximilianbrunnen auf dem Alten Markt in Arnsberg

## Geschichte
Auf dem historischen Marktplatz unterhalb der Stadtkapelle mit dem Glockenturm und in unmittelbarer Nachbarschaft zum alten Rathaus befand sich bis 1811 eine Brunnenstelle zur Versorgung der Anwohner als Teil der aus dem Mittelalter stammenden Wasserkunst, die dafür sorgte, dass das Wasser der Ruhr trotz des Höhenunterschieds die Stadt versorgte.
Die alte von einer Hütte geschützte Brunnenanlage ließ Kurfürst Maximilian Friedrich von Königsegg-Rothenfels entfernen und der Stadt in seiner Nebenresidenz Arnsberg einen repräsentativeren Brunnen errichten, ähnlich dem von ihm in seiner Hauptresidenz Bonn gestifteten Marktbrunnen.
Eine bei der Grundsteinlegung eingemauerte Kupfertafel verweist auf die Umstände im Baujahr: „Als Pius VI. die Schlüssel Petri innehatte, Joseph II. das Zepter des römischen Reiches führte und der österreichische und preußische Kriegsgott wegen der bayerischen Erbfolge Böhmen besetzt hielt, ließ Maximilian Friedrich, die Zierde der Fürsten, der Vater des Vaterlandes, der als Caspar Antonius Freiherr von Belderbusch, kaiserliche Majestät Geheimer Rat, kurfürstlich kölnischer Minister, den Staat leitet, diesen Grundstein des neuen Brunnens setzen und schenkt Arnsberg Wasser.“

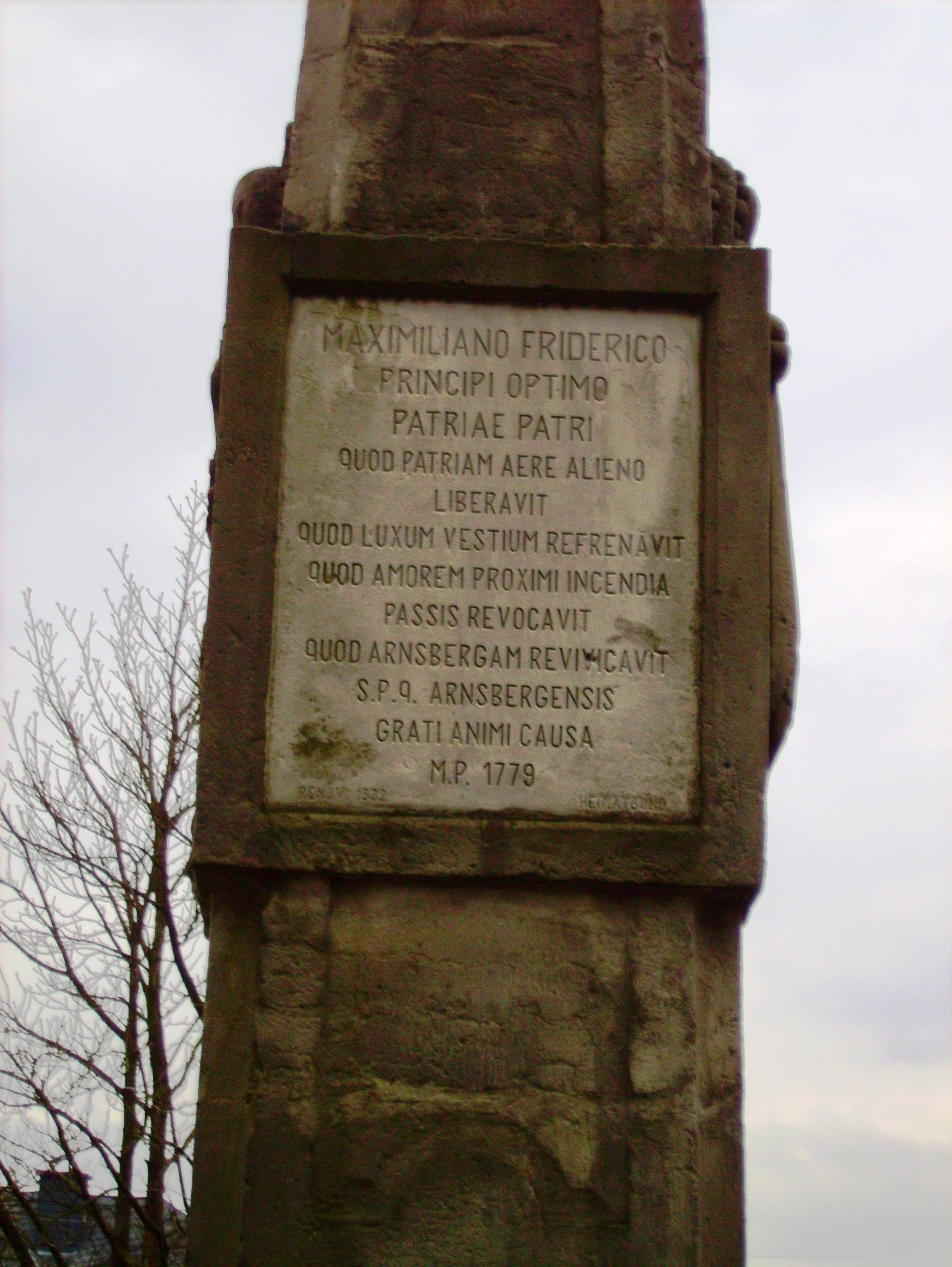
Erneuerte Inschrift auf der Nordseite

Die barocke Brunnensäule ist ein obeliskartiger vasenbekrönter Pfeiler mit wasserspeienden Eckmasken und einem eingeschobenen Kubus. Auf diesem befindet sich westlich das Familienwappen Maximilian Friedrichs mit dem Kurhut und südlich die Inschrift: „En Bonitatis opus dat nobis Maximilianus cordibus et gratis posteritatis opus.“ (=„Ein Werk der Güte von Maximilian für uns und die dankbare Nachwelt gegeben.“).
Die nördliche verwitterte Tafel erneuerte der Arnsberger Heimatbund 1932 nach altem Vorbild, auf der es heißt: „Maximiliano Friderico Principi optimo Patriae Patri quod patriam aere alieno liberavit quod luxum vestium refrenavit quod amorem proximi incendia passis revocavit quod Arnsbergam revivicavit S(enatus) P(opulus) Q(ue) Arnsbergensis grati animi causa M.P. 1779“ (=„Maximilian Friedrich, dem besten Fürsten, dem Vater des Vaterlandes, weil er das Vaterland von Schuldenlast befreit, weil er den Kleiderluxus gedämmt, weil er die Nächstenliebe gegen die Abgebrannten wachgerufen, weil er Arnsberg wieder zum Leben gerufen von Magistrat und Volk Arnsberg dankbar gewidmet.“ (M.P. monumentum posuit = Denkmal errichtet 1779)). Der nördlichen Tafel zufolge stammten vom Kurfürsten 450 der insgesamt 603 Reichstaler für den Bau. Die Stadt hatte den Rest zu tragen.
An Stelle der alten Wasserkunst wurde der Brunnen 1826 an das neue Quellwasserversorgungssystem angeschlossen. Im Jahr 1848 wurde ein Brunnentrog aus Sandstein um die Brunnensäule erbaut. Der ehemals runde Trog wurde im Laufe der Zeit mehrfach verändert, bis er seine heutige achteckige Form erhielt.
Im Jahr 1984 wurde der Brunnen renoviert und in die Denkmalliste der Stadt Arnsberg eingetragen. Um die Behebung aktueller Schäden bemüht sich eine private Initiative.